# Рудницький Микола Леонідович
Микола Леонідович Рудни́цький (нар. 18 вересня 1981, с. Барашівка) — український волейболіст, центральний блокувальник, гравець житомирського клубу «Житичі» і збірної України.

## Життєпис
Народився 18 вересня 1981 року в с. Барашівка Житомирського району Житомирської области.
За свою професійну кар'єру грав клубах «Маркохім» (Маріуполь, 2003—2007), «Імпексагро Спорт Черкаси» (2007—2009), «Локомотив» (Харків, 2009—2016), «Залеу» (Румунія, 2016—2017), «Маккабі» (Тель-Авів, 2017—2018). Із сезону 2018—2019 є гравцем житомирського клубу «Житичі», капітаном команди.
Є гравцем збірної України. Став переможцем турниру Євроліги 2024.
Учасник «Матчу всіх зірок» російської Суперліги, який відбувся в Білгороді 1 лютого 2014 року.

## Досягнення

### Клубні
Україна 
- Чемпіон України (7):  2009-2010, 2010-2011, 2011-2012, 2012-2013, 2013-2014, 2014-2015, 2015-2016.
- Срібний призер України: 2004-2005.
- Бронзовий призер України (5): 2003-2004, 2005-2006, 2006-2007, 2007-2008, 2023-2024.
- Чемпіон Вищої Ліги України: 2018-2019.
- Переможець Кубка України (9): 2005-2006, 2009-2010, 2010-2011, 2011-2012, 2012-2013, 2013-2014,2014-2015, 2015-2016, 2019-2020.
- Фіналіст Кубка України (2): 2008-2009, 2020-2021.
- Переможець Суперкубка України (1): 2021.
- Фіналіст Суперкубка України (2): 2020, 2024.
- Бронзовий призер Кубок ЄКВ: 2012-2013.

 Румунія 
- Чемпіон Румунії: 2016-2017.
- Фіналіст Кубка Румунії: 2016-2017.

 Ізраїль
- Срібний призер Ізраїлю: 2017-2018.
- Фіналіст Кубка Ізраїлю: 2017-2018.

### У збірній
- Чемпіон Євроліги: 2024.

### Індивідуальні
- Найкращий блокуючий Чемпіонату України 2009-2010[8].
- Найкращий блокуючий Чемпіонату України 2010-2011.
- Найкращий блокуючий Чемпіонату України 2011-2012.
- Найкращий центральний блокуючий Чемпіонату України 2018–19.
- MVP Кубка України 2019-2020.
- Найкращий центральний блокуючий Чемпіонат України 2022–2023.
- Найкращий центральний блокуючий Кубка України 2023-2024.
- Найкращий центральний блокуючий Суперкубка України 2024.